# Habicht (Schiff, 1880)
Die Habicht war ein Kanonenboot der Kaiserlichen Marine und von 1880 bis 1905 ununterbrochen im Auslandsdienst tätig. Es war mehrfach an Strafexpeditionen gegen Indigene in der Südsee und in Kamerun beteiligt. 1904 wurde es zur Bekämpfung des Aufstands der Herero und Nama in Deutsch-Südwestafrika eingesetzt.

## Dienstzeit

### Australische Station 1880–1882
Ab 1880 diente das Kanonenboot als Stationär auf der Australischen Station in der Südsee. Die Habicht lief am 13. Oktober 1880 aus dem Heimathafen Wilhelmshaven aus und traf am 27. Februar 1881 in Melbourne ein. Zusammen mit dem Schwesterschiff Möwe und der Hertha nahm sie an der dortigen Weltausstellung teil.
Eine wichtige Aufgabe der Habicht waren Vermessungsarbeiten. Im Frühjahr/Sommer 1881 wurde sie von dem deutschen Konsul Otto Zembsch (1841–1911, später Diplomat in Korea und Peru) zur Verfolgung von Morden an den deutschen Händlern Studzinka und Theodor Kleinschmidt eingesetzt. Der Hernsheim-Händler Studzinka war angeblich von dem Arbeiter Tom im Norden von Neu-Mecklenburg getötet worden; die Hintergründe waren unbekannt. Zembsch forderte den Kommandanten der Habicht, Korvettenkapitän Franz Kuhn (1838–1890), auf, das Küstendorf Tubtub anzulaufen und die Auslieferung Toms zu verlangen. Als die Habicht das Dorf erreichte, flüchteten die Bewohner. Daraufhin ließ Kuhn die Siedlung in Brand setzen und anschließend einige Granaten in die Ruinen feuern. Hierzu der deutsche Historiker Alexander Krug:

„Völkerrechtlich bewegten sich Zembsch und Kuhn damit in einer Grauzone, denn weder gab es zu diesem Zeitpunkt ein deutsches ‚Schutzgebiet‘ noch einen ‚Kaiserlichen Schutzbrief‘. Aber auch moralisch war die Attacke alles andere als gerechtfertigt. Denn der mutmaßliche Mörder Tom war kein Mitglied des Dorfes Tubtub. Tom stammte von den Salomonen und war nur von dem Dorf aufgenommen worden. Möglicherweise wussten die Bewohner nichts von seiner Tat. Zembschs begründete die Strafaktion mit dem Hinweis, dass die deutsche Autorität nicht untergraben werden dürfe.“

Kurz darauf suchte die Habicht den Bismarck-Archipel auf, um den Mord an Kleinschmidt zu untersuchen. Hier wurde auf die Anwendung von Gewalt verzichtet und die Klanführer vor Übergriffen auf Weiße gewarnt. Nach Hildebrand/Röhr/Steinmetz führte die Habicht im Juli 1881 auch eine Strafexpedition auf den Admiralitätsinseln durch, was Krug jedoch anhand der dienstlichen Akten im Bundesarchiv-Militärarchiv nicht verifizieren konnte.

### In Ägypten 1882
Auf der Rückreise nach Deutschland 1882 erhielt die Habicht am 1. April in La Valletta den Befehl, Ägypten anzulaufen, um während des Britisch-ägyptischen Krieges deutsche Interessen zu schützen. Am 10. Juli des Jahres nahm sie im Zuge der Bombardierung von Alexandria deutsche Residenten an Bord und erreichte am 27. Oktober Wilhelmshaven, wo sie wegen massiver Umbauarbeiten außer Dienst gestellt wurde.

### Als Stationär auf der Westafrikanischen Station, 1885–1905
Am 19. Januar 1885 stellte sie als Stationär der Westafrikanischen Station erneut in Dienst und wurde im März des Jahres vor Kamerun in das sogenannte Westafrikanische Geschwader eingegliedert. Im November/Dezember besuchte sie mehrere Küstenorte in Kamerun und Togoland.
Im März 1886 befand sich das Schiff in Kapstadt zur Überholung. Die Aufenthalte in Kapstadt dienten den Besatzungen der Stationäre der Westafrikanischen Station auch zur Erholung, da Kamerun Malariagebiet und Duala als Stationshafen völlig ungeeignet war. Aus diesem Grund lief die Habicht noch im selben Jahr die britische Insel Ascension an. Am 12./13. Juli 1886 wurde aufgrund von lokalem Widerstand gegen die Kolonialbehörden ein 63-köpfiges Landungskorps gegen die Duala eingesetzt. Dazu wurden Beiboote den Wuri und Abo hinauf geführt. Bei der Strafexpedition erkrankten 36 Teilnehmer an Malaria; zwei Besatzungsmitglieder starben. Während des weiteren Stationsdienstes erkrankte auch der Kommandant, Korvettenkapitän Burich, an Malaria. Er musste abgelöst werden und verstarb noch auf dem Rücktransport auf einem Passagierdampfer.
Am 9./10. Juli 1891 wurde das Kanonenboot erneut in Kamerun eingesetzt, diesmal gegen die Bakoko. Wegen Tätlichkeiten gegenüber einem deutschen Kaufmann sollten die Bewohner des Dorfes Benjadeko unter dem Häuptling Nsonge zur Verantwortung gezogen werden:

„… Nach einem viertelstündigen Marsche befanden wir uns in dem Dorfe; die Hütten waren gänzlich geräumt, die Bewohner in den Busch geflüchtet. Durch einen Dolmetscher wurde auf einer Palawertrommel bekannt gegeben, daß die Einwohner sofort in ihr Dorf zurückkehren sollten. Als aber nach zehn Minuten Niemand erschien, wurden die Häuser zerstört, wobei wir von etwa 20 Klein-Batangaleuten, die uns mit ihren Kanoes freiwillig gefolgt waren, mit ihren Buschmessern wirksam unterstützt wurden … Nach zweistündiger, angestrengter Arbeit zwischen Feuer und Wasser war die Vernichtung vollständig erreicht, so daß um 3 Uhr 35 Minuten der Rückzug angetreten werden konnte …“

Nach einer weiteren Erholungsreise nach Kapstadt bildeten Unteroffiziere und Obermatrosen der Habicht in Kamerun die so genannten Dahomey-Polizisten aus, die kurz darauf den Dahomey-Aufstand auslösen sollten. Am 18./19. Oktober 1891 wurde zusammen mit der Hyäne ein gemeinsames Landungskorps gegen die Duala am Abo eingesetzt, die ebenfalls Widerstand gegen die deutsche Herrschaft leisteten.
Nach acht Jahren Auslandsdienst traf die Habicht am 20. November 1892 in Kiel ein und wurde erneut außer Dienst gestellt, um neue Heizkessel zu erhalten. Am 16. Dezember 1896 traf sie vor Duala zurück, um die Sperber abzulösen. Im Oktober 1897 wurden Teile der Besatzung zur Unterstützung der Schutztruppe Kamerun zur Bekämpfung von Aufständischen bei Kribi eingesetzt.
Im Rahmen des Zweiten Burenkriegs wurden Habicht und Hyäne zur Kapkolonie entsandt, da Spannungen zwischen dem Reich und Großbritannien wegen der Durchsuchung von deutschen Schiffen aufgetreten waren. Da Kapstadt momentan nicht mehr für Wartungen zur Verfügung stand, sollten Leckagen in Kamerun beseitigt werden, was extrem aufwändig war. 1901 wurden daher die sonst in Kapstadt durchgeführten Arbeiten in Luanda in Portugiesisch-Westafrika (Angola) vorgenommen. 1902/03 besuchte die Habicht eine Reihe von westafrikanischen Häfen.

### Einsatz im Hereroaufstand 1904 in Deutsch-Südwestafrika und Außerdienststellung
Am 10. Januar 1904 lief die Habicht erneut in Kapstadt für eine Routineüberholung ein. Hier war schon telegraphisch die Nachricht vom Hereroaufstand eingetroffen (die Habicht selbst verfügte nicht über eine Funkentelegraphieanlage). Am 14. Januar erhielt das Kanonenboot vom Admiralstab in Berlin telegraphisch den Befehl, umgehend Swakopmund anzulaufen mit der Maßgabe:
1. Übernahme des Kommandos über die Schutztruppe Deutsch-Südwestafrika durch den Habicht-Kommandanten, Korvettenkapitän Hans Gudewill (1866–1904), da sich der Gouverneur der Kolonie, Oberst Theodor Leutwein, im Süden des Landes aufhielt,
2. Aussetzen eines Landungskorps von 54 Mann (darunter einem Arzt) unter Führung des Ersten Offiziers, Kapitänleutnant Hans Gygas (1872–1963),
3. Einsatz des Landungskorps in Karibib zur Sicherung des Ortes,
4. Sicherung der Eisenbahnstrecke (Kleinbahn) Swakopmund–Karibib.
Am 18. Januar traf das Kanonenboot in Swakopmund ein. Bereits am Abend verließ die erste Staffel des Landungskorps mit der Bahn den Hafen und traf am nächsten Tag in Karibib ein. Am 20. Januar wurde die zweite Staffel angelandet. Das Landungskorps war mit fünf Revolverkanonen und zwei Maschinengewehren ausgerüstet; die Revolverkanonen waren Teil der Schiffsarmierung und für einen Landeinsatz eigentlich nicht vorgesehen. Das Maschinenpersonal unterstützte das Bahnpersonal bei der Reparatur von Lokomotiven und anderen Ausrüstungsgegenständen. Die Bahnstrecke war stellenweise durch heftige Regenfälle stark unterspült worden. Die Beschädigungen durch die aufständischen Herero waren dagegen eher geringfügig. Offenbar besaßen sie nicht die notwendigen Werkzeuge, um die Schienen zu zerstören, sondern begnügten sich damit, die Bahnschwellen zu entfernen und die Gleise zu untergraben.
Das Landungskorps hielt die eingenommenen Positionen und operierte anschließend zusammen mit dem am 21. Januar aus Deutschland eingetroffenen Marine-Expeditionskorps, das aus Marineinfanteristen der Seebataillone bestand.  Am 16. Februar 1904 nahm es bei Otjimbingwe an einem Gefecht gegen die Herero teil, ebenso am 20. Februar bei Gross Barmen. Danach wurde der Großteil des Landungskorps wieder an Bord beordert; lediglich einige Matrosen verblieben als Bahnwachen. Auch im April/Mai des Jahres dienten wiederum einige Besatzungsangehörige als Bahnschutz, um Mitglieder der Schutztruppe für eine größere Operation freizusetzen. Währenddessen erkrankte Gudewill und verstarb noch auf dem Rücktransport nach Deutschland.
Am 7. Mai 1904 lief die Habicht zur Reparatur erneut Kapstadt an. Nach weiterem Routinedienst traf sie am 16. Dezember 1904 vor Luanda mit dem Großen Kreuzer Vineta zusammen. Hier übernahm das Kanonenboot Kommodore Ludwig Schröder, den Chef der Ostamerikanischen Kreuzerdivision, und bereiste mit ihm im Januar 1905 den Kongo. Ende Februar/Anfang März 1905 hielt sich die Habicht erneut kurz in Swakopmund auf.
Am 3. August 1905 verließ das Kanonenboot die Westafrikanische Station und traf am 21. September in Kiel ein. Es wurde am 24. März 1906 in Danzig aus der Liste der Kriegsschiffe gestrichen, nach Hamburg-Harburg verkauft und dort abgewrackt.